# Mukarram Jah
Sahebzada Mir Barkat Ali Khan Siddiqi Mukarram Jah, Asaf Jah VIII. (urdsky صاحبزادہ میر برکت علی خان صديقى مکرم جاہ آصف جاہ ہشتم‎; 6. října 1933, Nice – 14. ledna 2023) formálně známý jako Mukarram Jah byl titulární nizám Hajdarábádu a osmanský sultanzade.

## Život
Narodil se 6. října 1933 v Nice jako syn berarského prince Azama Jaha a osmanské princezny Dürrüşehvar Sultan.
Navštěvoval školu The Doon School v Déhrádúnu a vzdělání dokončil na Harrow School, Peterhouse, Univerzitě v Cambridgi, London School of Economics a na Královské vojenské akademii v Sandhurstu.
Roku 1959 se oženil s Esrou Birgen (* 1936). Mukarram opustil hajdarábádský palác a odešel do Outbacku. Esra se odmítala přestěhovat s ním a Mukarram se sní roku 1974 rozvedl. Roku 1979 se oženil s bývalou letuškou a zaměstnankyní BBC Helen Simmons narozenou roku 1949. Konvertovala k Islámu a přijala jméno Aysha. Zemřela náhle roku 1989. Po její smrti se roku 1992 oženil s Manolyí Onur, bývalou Miss Turecka. S Manolyou se roku 1997 rozvedl.
Roku 1992 se také oženil s Jameelou Boularous (* 1972) z Maroka. Roku 1994 se oženil s Turkyní Ayeshou Orchedi (* 1959).

### Potomci
S Esrou Birgen má jednu dceru a syna:
- Walashan Nawab Sahibzada Mir Azmet Ali Khan Siddiqi Bayafendi Bahadur (* 1962), také známý jako Azmet Jah (jeho dědic), oženil se roku 1994, pracuje jako kameraman.
- Sahibzadi Shehkyar Unisa Begum (* 1964)

S Helen Simmons má dva syny:
- Walashan Nawab Sahibzada Mir Alexander Azam Khan Siddiqi Bayafendi Bahadur (* 1979)
- Walashan Nawab Sahibzada Mir Mohammod Umar Khan Siddiqi Bayafendi Bahadur (1984–2004) zemřel na předávkování drogami

S Manolyou Onur má dceru:
- Sahebzadi Nilufer Unisa Begum (* 1992)

S Jameelou Boularous má dceru:
- Sahebzadi Zairin Unisa Begum (* 1994)

### Zajímavosti
Byl přítelem prvního indického premiéra Džaváharlála Néhrú. Mukarram uvedl roku 2010 že ho Néhrú žádal aby se stal jeho osobním vyslancem nebo velvyslancem v muslimské zemi.
Jeho dva paláce Chowmahalla a Falaknuma byly obnoveny a zrekonstruovány. Jeden z nich (Chowmahalla) se stal muzeem Nizámů a druhý luxusním hotelem.
Jako jeho otec byl i on do 80. let 20. století nejbohatším mužem Indie. V 90. letech však přišel o majetek v rozvodových ujednáních. Jeho čisté jmění se odhaduje na 1 000 000 000 amerických dolarů.